# Tibouchina cornuta
Tibouchina cornuta är en tvåhjärtbladig växtart som beskrevs av Henry Allan Gleason. Tibouchina cornuta ingår i släktet Tibouchina och familjen Melastomataceae. Inga underarter finns listade i Catalogue of Life.